# Leptosciarella nudinervosa
Leptosciarella nudinervosa är en tvåvingeart som beskrevs av Mohrig, Roeschmann och Björn Rulik 2004. Leptosciarella nudinervosa ingår i släktet Leptosciarella och familjen sorgmyggor.
Artens utbredningsområde är Dominikanska republiken. Inga underarter finns listade i Catalogue of Life.